# Strandmøllen
Strandmøllen er et industrianlæg med Mølleåens udløb i Øresund i Nordsjælland. Møllen blev anlagt i 1500-tallet som papirmølle og fungerede senere som valkemølle. Fra 1718 til 1889 var den i familien Drewsens besiddelse og blev drevet som papirmølle med stort held (se J.C. Drewsen, Christian Drewsen og Michael Drewsen).
Det tilhørende landsted, som Drewsen lod opføre 1850 ved arkitekt N.S. Nebelong, var i disse år et populært samlingssted for litterære kredse med Emmy Drewsen som salonværtinde.
Papirmøllen indgik 1889 i A/S De forenede Papirfabrikker, der standsede produktionen ved Strandmøllen i 1898. Størstedelen af de tilhørende fabriksbygninger blev revet ned i 1918, men kort efter genopført ved arkitekt Carl Brummer, der restaurerede anlægget. 1920-1992 blev der produceret brint og ilt på Strandmøllen, og i dag har firmaet Strandmøllen A/S hovedsæde her.